# Zoogbroeder
Een zoogbroeder (of zoogzuster) is iemand die met anderen door dezelfde vrouw wordt (of werd) gezoogd. Vroeger gebeurde dit om reden dat de echte moeder was overleden of omdat deze onvoldoende moedermelk kon leveren. Ook kwam het voor dat een adellijke vrouw dit overliet aan een andere vrouw (een min zoogster, stilster of minnemoeder), die het kind tegen vergoeding borstvoeding gaf. Zoogbroeders of –zusters voelden zich soms verwant met elkaar. 
In het Frans wordt gesproken van "frère de lait", in het Engels over "foster-brother" en in het Duits over "Milchbruder". 

## Bekende zoogbroeders of –zusters zijn
- Plato en Critias de Jongere
- Filips II en Caspar de Robles
- Hamlet en Osric in Shakespeares "Hamlet"
- François Faber en Ernest Paul